# Beatriz Zamora
Beatriz Zamora (Ciudad de México, 25 de julio de 1935) es una artista mexicana contemporánea de la generación de la ruptura, conocida por realizar durante cuarenta años trabajos monocromáticos en negro. Su trabajo ha sido reconocido en varios puntos de su carrera, tal como el premio Salón Nacional de las Artes Plásticas de 1978 del INBA, su afiliación a la Legión de Honor de la Academia de Bellas Artes y al Sistema Nacional de Creadores de Arte en México.

## Vida
Zamora nació en 1935 en la Ciudad de México. Inició sus estudios artísticos en 1956 con el muralista José Hernández Delgadillo. Se casó con él en 1954 y tuvo tres hijos, Beatriz, Francisco y Myriam.
De 1964 a 1966, estudió cerámica con José Castaño en la Ciudad de México. De 1967 a 1970, estudió historia del arte en el Instituto de Cultura Superior. En 1972, fue a Francia para estudiar en la École nationale supérieure des Beaux-Arts en París.
En 1980, se mudó a Nueva York, vivió y trabajó ahí por ocho años. Regresó a la Ciudad de México sin dinero, teniendo problemas para conseguir un lugar dónde vivir y guardar su trabajo. A la fecha, ha realizado más de 3,000 piezas de la serie El Negro de diferentes tamaños.

## Artístico

### Primeras obras
En el año de 1961, Zamora inició su carrera bajo la tutela del muralista José Hernández-Degadillo (1927-2000) Sus pinturas representaban de alguna manera una expresión autobiográfica con un estilo surrealista. En 1962 y 1963 realizó sus primeras exposiciones en la Galería de Antonio Souza, recibiendo críticas favorables de algunos de los críticos más importantes de la época como Robert Rosenblum, Juan García Ponce, Alaide Foppa, Margarita Nelken, Justino Fernández, Antonio Navarrete, Jorge Alberto Manrique, Luis Carlos Emerich, Gérard-Georges Lemaire,  entre otros.

### Experimentacíon Plástica
Durante el periodo de 1964 a 1971, abandonó su estilo previo, así como los círculos artísticos que frecuentaba, para enfocarse en la investigación del arte contemporáneo (expresionismo abstracto, el suprematismo y el minimalismo), la reflexión filosófica y la experimentación de materiales. Como forma de romper con sus obras previas, dejó las brochas y desarrolló una serie titulada Del Negro, Blanco y Rojo, en la cual se dedicaría a realizar por una década el estudio de cada uno de los colores (verde, azul, rojo, el negro y la tierra). Para iniciar esta investigación comenzaría con el cúmulo de todos los colores resumidos en la serie La Tierra. Con la serie La Tierra, Zamora dejó de lado la representación de las imágenes en un estilo figurativo para tornarse en un objeto nuevo que no aludía a nada más que a sí mismo. Esta serie se caracterizó por el uso de materiales poco convencionales como tierra, pigmentos minerales, insectos molidos, etc. En 1977 presentó esta serie en la sala Verde del Palacio de Bellas Artes (ahora conocida como la Sala Diego Rivera). En esta exhibición titulada La Tierra se reunieron obras de diversos formatos en especial telas de tres, dos y uno y medio metros bajo la curaduría de la crítica de arte Raquel Tibol.

### El Negro
La serie El Negro puede comprenderse como la consolidación de la experimentación e investigación plástica de Zamora. En 1977, cambió de nuevo, hacía la creación de trabajos monocromáticos en negro haciendo uso de diferentes materiales tales como la obsidiana, carbón vegetal, metales oxidados, carbón mineral, piedras semipreciosas, entre otros materiales oscuros. Su trabajo ha sido comparado con aquel del francés Pierre Soulages, en el hecho de que él era el único pintor en Europa dedicado al uso puro del color negro, al igual que ella es la única en América en hacer lo mismo. Sin embargo, sus trabajos artísticos se diferencian  en estilo a los de Soulages.
Cada una de las obras de esta etapa que aún continúa en proceso son tituladas simplemente Negro, seguido de un número de serie. Con estas obras, Zamora intenta representar la relación entre conceptos como el cosmos, la nada, la tierra, la verdad y el amor.
Eduardo Rubio escribió en 1988 que "la obra de ningún artista mexicano ha desatado tantas pasiones y ha sido tan incomprendida como ...(el de ella)". El pintor José Zúñiga ha declarado que "Las pinturas de Beatriz no son entendidas, mayormente debido a la falta de información que poseemos sobre las tendencias artísticas hoy en día. No pienso que Beatriz improvise, como muchos han dicho, y lo que debo de celebrar es su audacia al mostrar su trabajo". Al preguntarle porque ella sólo pinta en negro, responde "Por ninguna razón"."El negro en si; su monotonía. Entre las galaxias, hay millones de años luz de este color en el universo. La Tierra es un fragmento de ese universo... El negro es el poder completo de la ley de la naturaleza y la base de mi trabajo". Ella también menciona “Para simplificarlo, el negro es el tema porque es el absoluto, es cósmico e implica lo común y lo sublime como parte de la vida misma; también es un medio de comunicación como expresión y como fin... es el propósito de mi trabajo".

## Trayectoria
Desde el año de 1962, ha exhibido 100 veces de manera individual. Entre sus exhibiciones individuales se incluyen aquellas en el Museo de la Secretaría de Hacienda y Crédito Público (2016), Museo de la Cancillería (2013), Museo de la Ciudad de México (2012), Casa de Francia en la Ciudad de México (2010) el Instituto Politécnico Nacional (2009), Museo Fernando García Ponce MAKAY (2006), Galería Enrique Guerrero (2015,2011), Galería Pecanins en la Ciudad de México (2000,2005,2008), la Universidad Autónoma Metropolitana (2005), el Museo Universitario del Chopo en la Ciudad de México (2004), la Universidad de Guanajuato (2003), entre otros.
Ha realizado más de trescientas exposiciones colectivas a nivel internacional y nacional en diferentes museos, galerías, palacios, foros, fundaciones, centros culturales, instituciones públicas y privadas.

## Premios y reconocimientos
Ha recibido diversas becas por su trabajo, de las cuales dos fueron otorgadas por el Consejo Nacional para la Cultura y las Artes (CONACULTA) en 1993,1997,2007 y 2016 y una por la Fundación Pollock-Krasneren en Nueva York en 2002.
Su trabajo ha sido reconocido en varios puntos de su carrera. En 1977, la hicieron miembro de la Legión de Honor de la Académie des Beaux-Arts en Francia.

### Premio Nacional
En 1978, con motivo del Premio Salón Nacional de las Artes Plásticas, Zamora presentó en el Instituto Nacional de Bellas Artes, una de las primeras piezas de su serie El Negro, titulado Serie 2, Negro no. 4. Se presentaron 1040 piezas de las cuales sólo 197 llegaron como finalistas al jurado. 
Durante esta premiación se generó un gran revuelo debido a la división de opiniones que se tenían entre los jurados como: Juan García Ponce, Alaide Foopa, Juan Acha, Bertha Taracena. Una parte de los jurados se empeñó en declarar desierto el premio, mientras que otro grupo del jurado seleccionado por el INBA, le otorgó a Zamora el primer lugar del premio nacional. Esta situación generó controversia entre los artistas participantes y sus diversos grupos, especialmente la del grupo subalterno Peyote y la Compañía. Enrique Guzmán, uno de los artistas miembros de este grupo, molesto ante la decisión del jurado, descolgó el cuadro de la sala y lo intentó destruir con un extintor.
En 1999, recibió el Gran Premio Omnilife 99 en el Salón de Octubre en Guadalajara. En 2004, COMUARTE sostuvo un tributo hacía ella. En 2011, Zamora fue aceptada como miembro del Sistema Nacional de Creadores de Arte.

## Colecciones
Desde 1979 sus obras forman parte de importantes colecciones tales como el Colegio de México, la Fundación Barceló en Palma de Mallorca, España, CONACULTA, Museo de Arte Moderno de México, Museo de la SHCP, la Universidad Pedagógica Nacional, Fundación Jumex, Fundación Coppel, entre otras colecciones privadas. 
Zamora es miembro del Salón de la Plástica Mexicana, la Asociación Internacional de Artistas en los Estados Unidos, la Sociedad Mexicana de Artistas Plásticos y la Confédération Internationale des Sociétés d´Auteurs et Compositeurs.5 Es miembro fundadora de la Fundación Cultural José Hernández Delgadillo.4